# Ballerina (1950)
Ballerina ist ein französischer Tanzfilm aus dem Jahre 1950 von Ludwig Berger. Es war seine letzte Inszenierung für das Kino.

## Handlung
Vor ihrer Familie und mehreren Freunden gibt die noch sehr junge Ballerina Nicole ihr Debüt auf der Bühne eines Theaters ihrer kleinen französischen Provinzstadt. Aber ein Zuschauer im Saal stört ihren Auftritt und bringt Nicole ganz durcheinander. Aus dem Takt gebracht, verpatzt sie ihr Solo. Der Störenfried ist ein junger, verführerischer Ganove mit Namen Loulou, der von der Polizei überwacht wird. Nach ihrem Auftritt schenkt er Nicole Blumen und verabredet sich am kommenden Abend mit ihr zu einem Rendezvous. Daheim denkt die Ballerina über diese Begegnung nach und fällt in den Schlaf. Nun träumt sie und arbeitet die Geschehnisse der letzten Stunden noch einmal auf.
In ihrem ersten Traum hat sie Erfolg an der Pariser Oper, aber Loulou verrät sie, und sie ist verzweifelt. Dann träumt sie davon, dass sie dank der Vermittlung ihrer Tante einen reichen Juwelier heiratet, den sie jedoch nicht liebt. Stattdessen nimmt sie sich Loulou als Liebhaber, was die Gesamtsituation nur noch verschlechtert. Im dritten Traum heiratet sie Loulou und lernt das Glück kennen. Nicole wacht auf und eilt zu dem verabredeten Rendezvous, doch als sie dort ankommt, kann sie nur noch sehen, wie Loulou von der Polizei abgeführt wird. Am folgenden Abend ist die Ballerina so erfüllt von den einschneidenden Erlebnissen der Wirklichkeit wie denen der Träume, dass sie bei ihrem zweiten Auftritt den Tanz ihres Lebens abliefert, der von dem Publikum mit tosendem Applaus quittiert wird.

## Produktionsnotizen
Ballerina entstand zwischen dem 26. Dezember 1949 und dem 23. März 1950 in Paris und der französischen Provinz. Weltpremiere war am 6. Dezember 1950 in Paris. In Deutschland war der Film nicht zu sehen.
Louis Wipf übernahm die Produktionsleitung. Nickolas Wilcke entwarf die von Robert Gys ausgeführten Filmbauten, Marcel Escoffier die Kostüme. Robert Juillard gestaltete die optischen Spezialeffekte.
Hauptdarstellerin Violette Verdy, eine Ballettnachwuchstänzerin, war kurz vor Beginn der Dreharbeiten 16 Jahre alt geworden.